# Lucio Pabón
Lucio Pabón Núñez (Convención, 21 de octubre de 1914- Bogotá, 19 de julio de 1988) fue un abogado, académico, escritor, periodista, político y diplomático colombiano, miembro del Partido Conservador Colombiano.

## Biografía
Nació el 21 de octubre de 1914 en Convención, Norte de Santander. En esa población pasó su niñez y cursó su educación básica primaria.
Estudió su bachillerato en el Colegio Nacional José Eusebio Caro de Ocaña y en el Colegio de San Bartolomé, regido por los padres jesuitas, en la ciudad de Bogotá.  Posteriormente, adelantó estudios universitarios en la Universidad Javeriana, donde se doctoró en Derecho y Economía en 1941.
Luego de ejercer varios cargos en Bogotá, fue gobernador del Departamento Norte de Santander, durante el periodo 1949 a 1950; posteriormente ministro plenipotenciario de Colombia en la República de Portugal; ministro de Educación Nacional; ministro de guerra, embajador extraordinario y plenipotenciario de Colombia en la República Argentina. 
En la política llegó a ocupar altas posiciones de la democracia participativa, también sufrió las incomprensiones y la animadversión por parte de sus adversarios políticos, incluso de una de las corrientes de su misma colectividad proselitista. Fue representante a la Cámara de Representantes por Norte de Santander en tres períodos consecutivos (1943-1947, 1960-1962 y 1968-1970), Senador de la República (1947- 1955, 1962-1966, 1970-1982), Ministro plenipotenciario en Portugal (1950-1952) y embajador de Colombia en Argentina, Ministro de Educación Nacional (1952-1953) y Ministro de Gobierno en el gobierno de Gustavo Rojas Pinilla (1953-1956), Rector de la Universidad La Gran Colombia (1975-1977), Diputado de la Asamblea Nacional Constituyente (1953-1957). 
Profesor universitario. Fue director de las Páginas Literarias de El Siglo (Bogotá). Miembro del Comité Ideológico del Partido Conservador (1975).

### Actividad literaria
En el campo cultural fue miembro de la Academia Colombiana de la Lengua, miembro de la Sociedad Bolivariana de Colombia y obtuvo otras múltiples distinciones como hacedor de cultura.
Es autor de numerosas obras: Alberto de Mun; Quevedo, Político de la oposición; Muestras Folclóricas del Norte de Santander; La Tridivisión del Poder Público; El pensamiento Político del Libertador; Por la mancha de Cervantes y Quevedo; La linterna del búho; Tres intervenciones en el Senado de la República; La acción europea en Íbero América; Sancho o la exaltación del pueblo español y Tres meditaciones sobre Fray Luis de León, entre otras obras. Escribió también poesía en verso y en prosa.
Por ser la faceta menos conocida del importante hombre público, presentó dos de sus poemas; en estos puede apreciarse la concentración imaginativa del lenguaje sometido a la regulación rítmica de la poesía.
Se destacó como escritor, periodista diplomático y humanista notable, que como políglota, tradujo escritos en prosa y en verso tomados directamente de los idiomas: Inglés, francés, portugués; y otros, inclusive de las lenguas latina y griega, respectivamente.

## Legado
En honor a su nombre, en Ocaña se localiza uno de los colegios más importantes del oriente colombiano, que en el año 2020 cumplirá 70 años de funcionamiento que es el Instituto Técnico Industrial Lucio Pabón Nuñez, fue fundado por él mismo el 12 de junio de 1950.